# Edificio de los Consejos de Salario

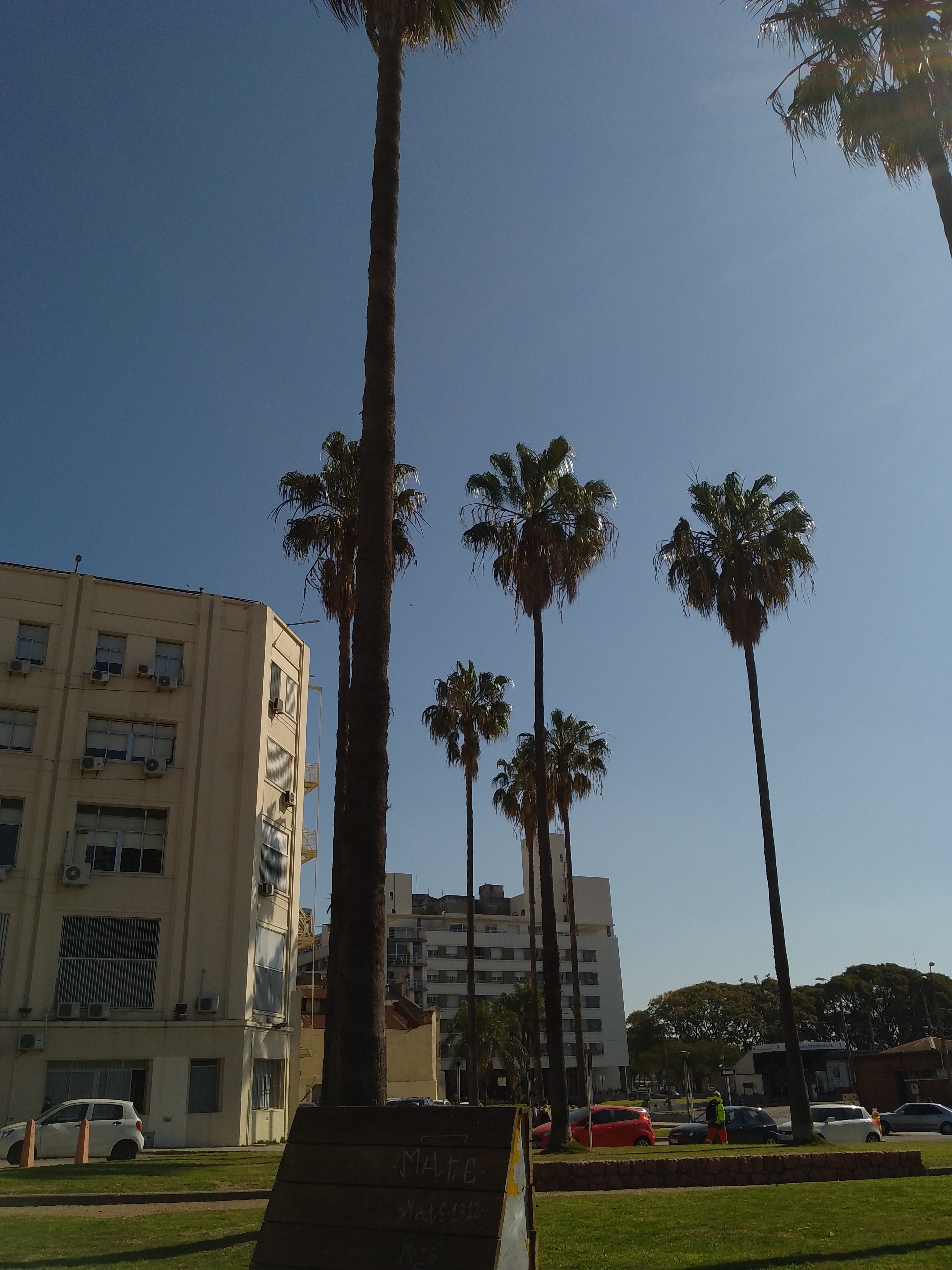
Vista del Edificio de los Consejos de Salario.

El Edificio de los Consejos de Salarios es el nombre que se le otorga a la sede del Ministerio de Trabajo y Seguridad Social de la República Oriental del Uruguay. El mismo se encuentra ubicado en la Ciudad Vieja de Montevideo.

## Construcción
El edificio de estilo art decó, fue construido en los años treinta para albergar a la entonces Imprenta Uruguaya S.A. El diseño estuvo a cargo de los arquitectos García Otero, Héctor Pagani y Julio Butler. En los años cincuenta el inmueble fue adquirido por el Estado uruguayo, quien luego de ciertas reformas fue destinado a albergar la sede del entonces Ministerio de Instrucción Pública y Previsión Social. 
En el mismo, se encuentra la oficina del secretario de Estado, las oficinas de consultas salariales y laborales, así como también las salas de audiencias de conciliación, llevadas a cabo entre empleados y empleadores en conflicto.
En octubre de 2019 el edificio fue bautizado como Edificio de los Consejos de Salario, en homenaje al mecanismo de negociación colectiva de Uruguay, existente desde 1943.